# Valdemorilla
Valdemorilla es una localidad española del municipio de Izagre, en la provincia de León, comunidad autónoma de Castilla y León.